# Anopheles rufipes
Anopheles rufipes är en tvåvingeart som först beskrevs av Lewis Henry Gough 1910.  Anopheles rufipes ingår i släktet Anopheles och familjen stickmyggor. Inga underarter finns listade i Catalogue of Life.